# Cabedelo (kommun)
Cabedelo är en kommun i Brasilien.   Den ligger i delstaten Paraíba, i den östra delen av landet, 1 700 km nordost om huvudstaden Brasília. Antalet invånare är 57 926.
Följande samhällen finns i Cabedelo:
- Cabedelo

Omgivningarna runt Cabedelo är en mosaik av jordbruksmark och naturlig växtlighet. Runt Cabedelo är det mycket tätbefolkat, med 1 886 invånare per kvadratkilometer.